# 하산 방데
부레이마 하산 방데(프랑스어: Boureima Hassane Bandé, 1998년 10월 30일 ~ )는 부르키나파소의 축구 선수로, 베이카우스리가 클럽 HJK와 부르키나파소 국가대표팀에서 공격수로 활약하고 있다.

## 구단 경력

### 메헬렌
방데는 2017년 8월 19일, 벨기에 프로 리그에서 로열 앤트워프에게 2-1로 패한 경기에서 메헬렌에서 프로 데뷔 전을 치렀고, 후반 교체 투입되었음에도 불구하고 팀의 유일한 골을 기록했다. 방데는 첫 15경기에서 9골을 넣으며 1군 주전이 되었다. 2017년 12월 4일, 맨체스터 유나이티드와 아스널을 포함한 많은 클럽들의 관심이 높아지면서, 방데는 2017-18년 시즌 말에 950만 유로의 이적료로 아약스에 합류하기로 합의했다. 그는 27경기에 출전해 12골을 넣으며 시즌을 마쳤지만, 메헬렌은 여전히 벨기에 프로 리그 최하위를 기록하며 강등당했다.

### 아약스
2017년 12월 4일, 방데는 2017-18년 시즌 후 메헬렌을 떠나는 아약스와 계약을 체결했다. 하지만, 방데는 안데를레흐트와의 친선 경기에서 2018-19 시즌을 준비하는 동안 종아리뼈가 부러지고 발목 인대가 끊어졌다. 1년 후인 2019년 9월, 그는 마침내 부상에서 회복되었고, 용 아약스에 등록되었다.
방데는 2020년 1월 27일, 스위스의 FC 툰으로 2021년 6월 30일까지 임대되기 전까지 용 아약스 소속으로 4경기에 출전했다. 툰은 2019-20년 시즌을 끝으로 강등되었고, 방데는 2020년 10월 아약스로 조기 복귀했다.
2021년 2월 9일, 방데는 프르바 HNL의 이스트라 1961으로 한 시즌 반 동안 임대되었다.

### 아미앵
2022년 8월 24일, 방데는 프랑스의 아미앵과 3년 계약을 맺었다.

### HJK
2023년 8월 11일, 방데는 핀란드의 HJK와 2년 계약을 맺었다.  방데는 2023년 9월 16일, 2-0으로 이긴 인테르 투르쿠와의 경기에서 베이카우스리가에서 첫 골을 넣었다. 방데는 2-3으로 패한 PAOK와의 2023-24년 UEFA 유로파컨퍼런스리그 조별 리그 개막전에서 첫 선발 출전해 HJK의 첫 골을 넣었다. 그는 HJK의 2023-24년 유럽 무대에 총 7경기에 출전해 2골을 넣었다.

## 국가대표팀 경력
방데는 2017년 11월 14일, 4-0으로 이긴 카보베르데와의 2018년 FIFA 월드컵 예선 전에서 부르키나파소 국가대표팀 데뷔 전을 치렀다.
그는 2021년 아프리카 네이션스컵에서 그의 첫 국제 대회를 발견했고, 그 대회에서 그 기준은 4위를 차지했다.
그는 2023년 아프리카 네이션스컵에서 부르키나파소 국가대표팀에 이름을 올렸다.